# کونان-کو، نیگاتا
کونان-کو (به لاتین: Kōnan-ku) یک منطقهٔ مسکونی در ژاپن است که در نیگاتا واقع شده‌است. کونان-کو ۷۵٫۴۲ کیلومتر مربع مساحت و ۶۸٬۸۶۷ نفر جمعیت دارد.